# Programme spatial des États-Unis
Le programme spatial des États-Unis est le programme spatial le plus important financièrement dans le monde. La Russie, la Chine et les États-Unis sont en 2018 les trois seuls pays au monde à avoir maîtrisé l'envoi d'hommes dans l'espace. Ce programme a commencé en 1958, pendant la course à l'espace, et a continué avec les programmes Mercury et Gemini, créés en préparation du programme Apollo, le plus célèbre des programmes des États-Unis. Après Apollo, les États-Unis mirent sur pied divers programmes, tels que Skylab, pour mieux comprendre l'espace et pour donner une suite au programme Apollo. Ils créèrent aussi la navette spatiale, grâce à laquelle les astronautes ont pu effectuer des séjours de courte durée dans l'espace, afin de réaliser des expériences sur les effets de l'apesanteur ou de placer en orbite des satellites, comme le télescope spatial Hubble.

## Histoire

### Débuts (avant 1957)
À la fin de la Seconde Guerre mondiale, les États-Unis ont récupéré la technologie des missiles V2 allemand et capturé plusieurs de leurs concepteurs, dont celui qui deviendra le père de ce programme spatial : Wernher von Braun. C'est sous contrôle militaire (au sein de l'Armée de terre) que les États-Unis ont commencé à s'intéresser à l'espace à travers notamment le développement des V2 et de premières fusées telles que la Redstone et la Jupiter.

### «Course à l'espace» (1957-1975)
Le premier satellite artificiel américain, Explorer 1, a même été placé en orbite par l'armée. Mais rapidement, le président Dwight David Eisenhower a voulu que le programme spatial américain habité et scientifique soit sous le contrôle d'une agence fédérale civile, c'est ainsi qu'est née la National Aeronautics and Space Administration (NASA) tandis que les utilisations du domaine spatial à des fins militaires et de renseignement se développent à vive allure.

Durant une bonne partie de la guerre froide, le programme spatial américain a été en concurrence avec celui de l'Union soviétique. On a ainsi mené une course à l'espace à qui ira le plus loin et le budget consenti à cet effort demeure à ce jour de loin le plus important et dépasse celui combiné de l'ensemble des autres États.

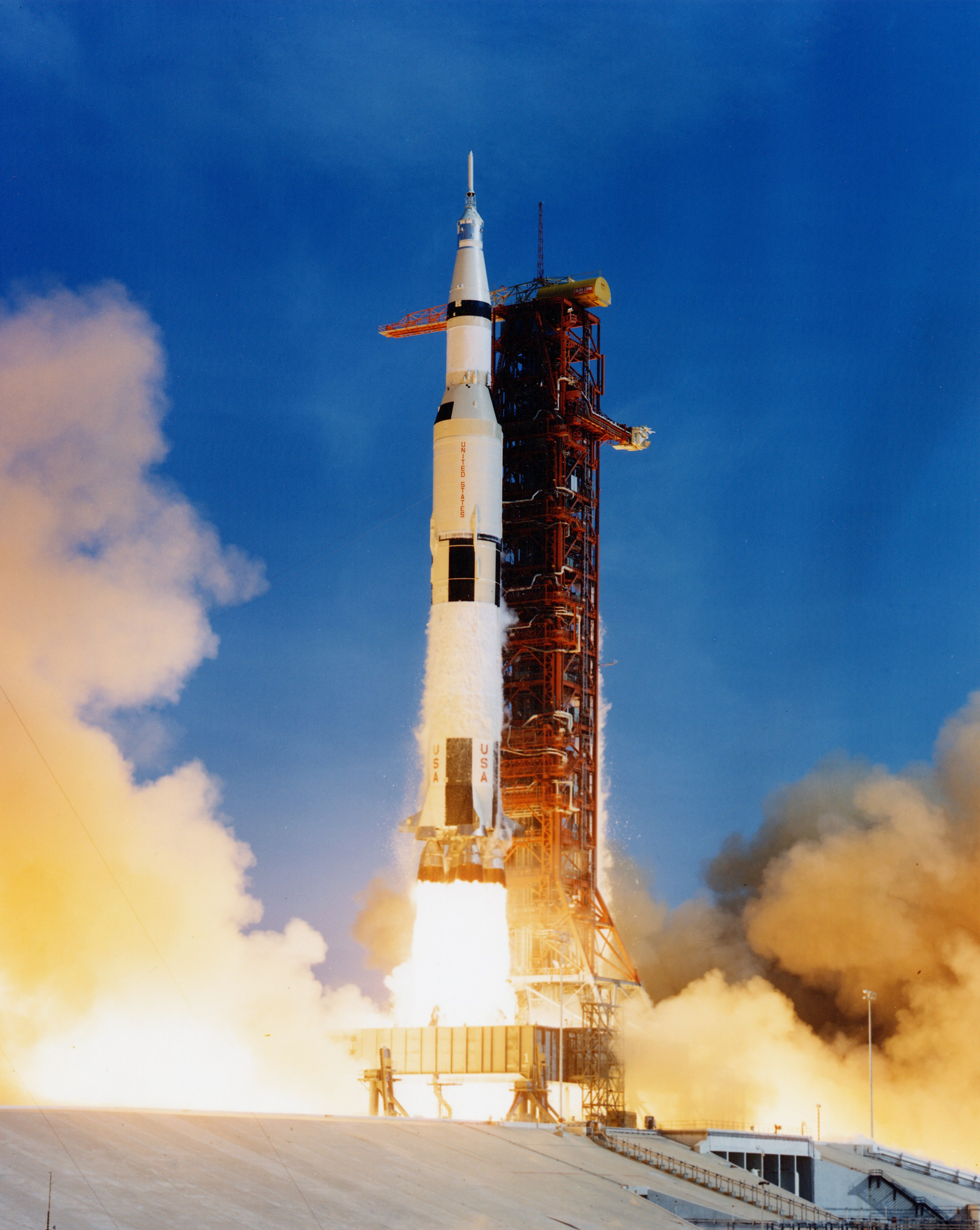
Lancement de la fusée Saturn V transportant l'équipage d'Apollo 11 qui sera le premier à se poser sur la Lune.

Bien que l'Union soviétique ait été en tête de la conquête spatiale à la fin des années 1950 et durant une bonne partie des années 1960, ce sont les États-Unis qui les premiers ont envoyé des hommes sur la Lune lors de la mission Apollo 11 du programme Apollo. Cette réussite a donné un coup d'arrêt à l'exploration humaine dans le système solaire (en raison principalement des coûts énormes que cela engendre) et depuis les Hommes sont cantonnés à l'orbite terrestre tandis que des sondes spatiales comme celles du programme Voyager explorent les planètes de notre système.

#### Vol inhabité

##### Premiers satellites
Pioneer
Surveyor
Télescopes spatiaux
Viking

#### Vol habité
Programme Mercury (1958 - 1963)
Il s'agit du premier programme de vol habité américain, mis en place en 1958. C'est durant ce programme que, le 5 mai 1961, Alan Shepard devient le premier américain dans l'espace, lors d'un vol suborbital, et ce moins d'un mois après que les soviétiques eurent réussi à mettre le premier homme dans l'espace et en orbite, avec le célèbre Youri Gagarine le 12 avril 1961. Il faudra attendre le vol du 20 février 1962 pour que John Glenn devienne le premier américain en orbite. Au total ce programme compta 19 vols non-habités et six vols habités. Les sept astronautes de la première sélection de la NASA furent surnommés "Mercury Seven".
Programme Gemini (1961 - 1966)
Deuxième programme de vol habité américain, le programme Gemini se voulait bien plus avancé que Mercury. La capacité d'emport de la nouvelle capsule étant de deux astronautes au lieu d'un seul, il permit d'appréhender le travail en orbite en équipage, les manœuvres orbitales, les amarrages et les sorties extravéhiculaires.
C'est durant ce programme que Edward White devint le premier américain à effectuer une sortie extravéhiculaire (le 3 juin 1965) moins d'un mois et demi après le russe Alexei Leonov. On peut également noter le célèbre incident impliquant Neil Armstrong, lors de Gemini 8, quand un propulseur de contrôle d'attitude de la capsule Gemini subit un dysfonctionnement majeur alors que celle-ci était arrimée à la fusée cible Agena, alors que l'équipage venait de réaliser le premier amarrage spatial de l'histoire.
Programme Apollo (1961 - 1972)
Il s'agit du programme spatial habité américain le plus connu. En effet ce programme a permis de nombreuses premières : premier vol habité au delà de l'orbite basse, premier vol habité autour de la Lune, première sortie extravéhiculaire au delà de l'orbite basse, premier alunissage habité, premiers pas de l'Homme sur la Lune, premier déplacement motorisé à la surface d'un autre astre.
- Apollo 1
- Apollo 4 - 5 - 6
- Apollo 7 - 8 - 9 - 10
- Apollo 11
- Apollo 12
- Apollo 13
- Apollo 14
- Apollo 15
- Apollo 16
- Apollo 17

Fin anticipée du programme
Programme Skylab (1973 - 1974)
Le programme Skylab a lieu dans le contexte de réduction budgétaire après les missions Apollo. Il est alors décidé d'utiliser le 3e étage d'une des 3 fusées Saturn V lunaire disponible à la suite de la fin anticipée du programme Apollo, pour en faire une station spatiale. Il s'agît donc d'une station "humide", car constituée d'un ancien réservoir réaménagé en orbite. 3 expéditions viendront séjourner dans la station Skylab entre 1973 et 1974, et dont la dernière dura 84 jours, un nouveau record de durée. Les principaux travaux scientifiques furent sur la compréhension des séjours de longue durée dans l'espace et l'observation du soleil. À la suite des retards de la Navette spatiale et de la perte d'altitude continue de Skylab, celle-ci se désintégra dans l'atmosphère le 11 juillet 1979.
Apollo-Soyouz (1975)

Capsules Apollo et Soyouz telles qu'amarrées en orbite au moyen de l'l'adaptateur.

Apollo-Soyouz est la première mission spatiale internationale , regroupant États-Unis et URSS, et marque la fin de la Course à la Lune.

### Période des Navettes Spatiales (1975 - 2011)
Dans les années 1970, le pouvoir public américain et la NASA décident de créer un véritable "bus" pour l'espace. Véhicule devant être réutilisable et abaisser drastiquement les coûts d'accès à l'espace, celui-ci aboutit au programme des navettes spatiales américaines.
Conception (1968 - 1972)
Essais (1972 - 1981)
Vols commerciaux (1982 - 1985)
Catastrophe de Challenger (1986)
Âge d'or scientifique (1988 - 2003)
Catastrophe de Columbia (2003)
Objectif ISS (2005 - 2011)
Celle-ci a emporté la majorité des 329 astronautes américains qui sont allés dans l'espace au 8 février 2010 ; ils représentent 64 % de l'ensemble des astronautes de la Terre.

### Coopération internationale (depuis 1992)
Programme Shuttle-Mir (1992 - 1998)
Station spatiale internationale (depuis 1998)

### New Space (depuis 2000)
L'industrie privée, à partir des années 2000, commence à prendre une part active dans le domaine des vols habités, notamment dans le secteur du tourisme spatial alors que l'arrêt des vols de la navette spatiale américaine en 2011 fait que la NASA devra utiliser des lanceurs russes le temps qu'un successeur soit en service au début des années 2020.
Le gouvernement américain adopte en 2020 un décret qui reconnaît officiellement le droit des entreprises privées américaines à revendiquer des ressources dans l’espace. Ce décret établit ainsi que « les Américains ont le droit de s’engager dans l’exploration commerciale, la récupération et l’utilisation des ressources dans l’espace extra-atmosphérique, conformément au droit applicable », et que les États-Unis ne considèrent pas l’espace comme un « bien commun mondial ».
- Blue Origin
- SpaceX
- Virgin Galactic
- Virgin Orbit
- Astra aerospace
- CCDev
- Anciens acteurs : ULA, Boeing

### Retour de l'Homme sur la Lune (depuis 2004)
Le président George W. Bush déclare le 14 janvier 2004 que les États-Unis ont l'ambition de retourner sur la Lune, pour ensuite aller sur Mars en lançant le programme Constellation mais il fut annulé par l'administration Obama. Le programme a aujourd'hui été relancé par l'administration Trump sous le nom de Programme Artemis.
En 2019, on compte 21 lancement pour les États-Unis, 27 en incluant les 6 de Rocket Lab, depuis la Nouvelle-Zélande, contre 34 pour la Chine et 22 pour la Russie. Avec le critère de masse mise en orbite, les États-Unis occupent une première place avec environ 165 tonnes soit environ 42% de la masse totale mise en orbite contre 142 tonnes 2018. Loin derrière, la Russie et la Chine ont respectivement mis en orbite 83 tonnes (à comparer à 64 tonnes en 2018) et 75 tonnes (64 tonnes également en 2018). 

## Programme spatial militaire

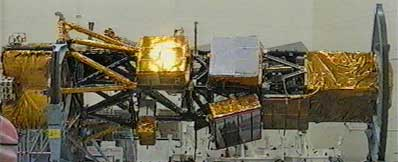
Satellites espion à imagerie radar Lacros 4 du National Reconnaissance Office en cours de construction.

Celui-ci est d'importance vitale pour la sécurité nationale des États-Unis.
À la fin de 2008, sur les 150 satellites militaires opérationnels en orbite, 76 étaient américains.
La croissance de la consommation de débit binaire par les militaires américains est continue : en 1991, ils utilisaient 99 mégaoctets par seconde pendant l'opération Tempête du désert ; fin 2001, ils utilisaient environ 700 mégaoctets par seconde de bande passante durant la chute du régime taliban.
L'un des programmes militaires les plus avancés actuellement aux États-Unis est l'avion spatial Boeing X-37B,  dont les 2 exemplaires ont déjà effectué plusieurs vols orbitaux de longue durée (6 en octobre 2020) pour le compte de l'US Air Force (OTV-1 à 5) et de la Space Force (OTV-6). Il s'agît d'un engin de type navette spatiale, entièrement automatisé, capable de modifier son orbite lui-même et de survivre à une rentrée atmosphérique, avant de se poser en vol plané, le tout en emportant des satellites et expériences dans son compartiment à charge utile. Le décollage s'effectue quant à lui sur des lanceurs dits "commerciaux". La durée de vol la plus longue effectuée par un X-37B est de 780 jours (octobre 2020).
Une autre charge utile militaire célèbre du spatial américain est le satellite de reconnaissance "NROL-44", particulièrement connu du fait de ses nombreux reports de lancement, et de son design impressionnant comprenant une antenne dépliable de 100m de diamètre. Nous pouvons également citer le satellite secret "Zuma" dont le contact a été perdu après le lancement le 8 janvier 2018.
Au delà des missions, le changement le plus important pour le spatial militaire américain est la séparation de la branche spatiale de l'USAF pour en faire un nouveau corps indépendant, la United State Space Force, autrement surnommé "Space Force", le 20 décembre 2019. Elle est destinée à la conduite des opérations militaires américaines dans l'espace.
Mais le projet le plus célèbre du programme spatial militaire américain est l'Initiative de défense stratégique (SDI), plus communément surnommée "Guerre des étoiles". Ce programme, mené à partir 1983 (sous l'administration Reagan), a été un échec retentissant. A vrai dire, il était impossible que celui-ci fût un succès, étant donné les technologies disponibles à l'époque. Le concept de ce programme était la mise en place d'un bouclier antimissile autour du sol américain, notamment via des satellites en orbite basse, capables de détruire les missiles intercontinentaux via des lasers.

### Utilisation des satellites militaires pour un usage civil
L'utilisation d'imagerie satellite destinée à l'origine à la communauté du renseignement et aux forces armées par des services civils remontent au début des années 1960 et au programme spatial lancée par la présidence Eisenhower. Toutefois, leur mise à disposition était restreinte et compliquée par le secret défense. Elle servait notamment à la cartographie, l'inventaire national des forêts, l'hydrologie, la surveillance de l'oléoduc en construction en Alaska, etc. 
La création du Civil Applications Committee chargé de l'interface entre les services demandeurs et les utilisateurs des satellites de renseignement en 1975, à la suite des recommandations de la commission Rockefeller, permit de rendre plus accessible l'utilisation des photos-satellites par les diverses administrations et organismes. En 1992, après la fin de la guerre froide, les scientifiques ont demandé des informations pour leurs recherches et en 1995, Bill Clinton a accepté de déclassifier 860 000 images datant de 1960 à 1972.

## Agences spatiales américaines et leur budget
Les dépenses publiques du programme spatial américain en 2019 se montent à 47,17 milliards US$ et représentent à elles seules 54 % des dépenses gouvernementales de toutes les puissances spatiales de la planète. Ces dépenses sont ventilées entre plusieurs agences spatiales spécialisées : 
- la NASA (budget annuel de 21,5 milliards $) ; exploration du système solaire, astronomie et astrophysique, technologie spatiale, observation de la Terre, lanceurs, programme spatial habité
- la National Oceanic and Atmospheric Administration ou NOAA, (budget annuel de {1,7 milliard $) : satellites météorologiques.
- Plus marginaux sont les budgets spatiaux de la National Space Foundation ou NSF qui gèrent de nombreux télescopes du pays ainsi que les départements de l’Énergie, de l'intérieur et de l'Agriculture qui représentent un budget cumulé de moins de 300 millions US$
- Le programme spatial militaire qui représente 36,5 milliards US$ est lui-même ventilé entre trois agences
- le département de la Défense  de dollars américains) : satellites de télécommunications militaires, d'alerte avancée, GPS...
- le National Reconnaissance Office ou NRO   organisation américaine de l'Intelligence Community chargée des satellites de reconnaissance et d'écoute,
- la NGA, National Geospatial-Intelligence Agency (budget annuel de {2  milliards $) chargée de la collecte de l'imagerie par satellite pour le compte de la défense américaine

À titre de comparaison, en 2019, les pays européens sont dépensé 9,5 milliards $ (8,62 milliards €) en cumulant le budget de l'Agence spatiale européenne (y compris les contributions de l'EUMETSAT et Union Européenne) et les budgets nationaux.
Le DOD a des contrats très contraignants avec United Launch Alliance qui lui fournit ses lanceurs (Atlas et Delta) avec des exigences de service très fortes : disponibilité des lanceurs, un site de lancement avec ses équipes à Vandenberg et à Cap Canaveral pour chaque type de lanceur (donc quatre sites de lancement). La NASA utilise sa navette spatiale pour la desserte de la station spatiale internationale jusqu'en 2011 mais fait appel au secteur privé pour ses autres besoins (Delta II, Falcon 9...).

## Personnalités de l'astronautique américaine
- Robert Goddard (pionnier de la propulsion et de l'astronautique américaine)
- Wernher Von Braun (ingénieur allemand, concepteur des V2 et du programme Apollo)
- Alan Sheppard (premier américain dans l'espace)
- John Glenn (premier américain en orbite)
- Edward White (premier américain en sortie extravéhiculaire)
- Neil Armstrong (premier Homme sur la Lune, premier amarrage spatial)
- Jim Brindenstine (Administrateur de la NASA de 2018 à 2021)
- Elon Musk (PDG de SpaceX depuis 2002)
- Jeff Bezos (PDG de Blue Origin depuis 2000)
- Richard Branson (PDG de Virgin Galactic et Virgin Orbit, depuis 2004)

## Grandes sociétés spatiales américaines
- Lockheed-Martin
- United Launch Alliance
- SpaceX
- Boeing
- Blue Origin
- Virgin Orbit
- Virgin Galactic
- Astra Aerospace
- Rocketdyne
- Nothrop-Grumman
- Ball Aerospace & Technologies

## Quelques grands programmes

### Vol spatial habité
- Programme Mercury (1961 - 1963)
- Programme Gemini (1963 - 1966)
- Programme Apollo (1961 – 1972)
- Skylab (1973 - 1974)
- Apollo-Soyuz (1975)
- Navette spatiale (1981 - 2011)
- Programme Shuttle-Mir (1994-1998)
- Station spatiale internationale aussi nommé ISS ou SSI (depuis 1998)
- Programme Constellation (abandonné en 2010)
- CCDev avec le privé, (depuis 2010)
- Programme Artemis (depuis 2017)

### Vol spatial inhabité
- programme Explorer (1958, depuis 1959)
- Corona (1959 - 1972)
- programme Pioneer (1958 - 1965)
- programme Ranger (1959 - 1965)
- programme Surveyor (1966 - 1968)
- programme Orbiting Astronomical Observatory (OAO) (1966 - 1972)
- programme des Grands Observatoires (depuis le début des années 70)
- programme Viking (1975 - 1982)
- programme Voyager (depuis 1977)
- programme International Solar-Terrestrial Physics (depuis 1990)
- programme Discovery (depuis 1992)
- programme Mars Surveyor (1996 - 2005)
- programme Exoplanet Exploration Program (depuis 1996)
- programme Flagship (depuis 1997, en pause depuis 2012)
- Living With a Star (depuis 2001)
- programme New Frontiers (depuis 2002)
- programme Mars Science Laboratory (depuis 2003 - Curiosity depuis 2011)
- Mars Exploration Rover : Spirit (2004 - 2010) et Opportunity (2004 - 2018)
- programme Mars Scout (2007 - 2010)
- programme Beyond Einstein (depuis 2007)
- programme Mars Sample Return (MSR) (depuis 2009 - Perseverance depuis 2020)

## Bases de lancement
- NASA : 
  - Centre spatial Kennedy, Floride
  - Wallops Island, Virginie
- Département de la Défense : 

Photo aérienne du centre spatial Kennedy avec ses pas de tir. Le plus grand port spatial des Amériques.

  - Base de lancement de Cap Canaveral, Floride
  - Vandenberg Air Force Base, Californie
  - Site d'essai balistique Ronald-Reagan
- Privés : 
  - Corn Ranch, Texas
  - Kodiak Launch Complex, Alaska
  - Mid-Atlantic Regional Spaceport, utilise les installations du Wallops Island
  - Mojave Air & Space Port, Californie
  - Oklahoma Spaceport, Oklahoma, pas de vol effectué fin 2009
  - Spaceport America, Nouveau-Mexique, inauguré en 2009
  - Ocean Odyssey, plate-forme de lancement mobile dans l'océan Pacifique
  - SpaceX Starbase, au sud du Texas, aussi connue sous le nom de Boca Chica Launch Site

## Répartition des lancements de satellites depuis les bases américaines
| Année de lancement                    | 2009                                        | 2009                                                                    | 2008                                  | 2008                                   | 2007                      | 2007                                              | 2006                                               | 2006                                                   |
| ------------------------------------- | ------------------------------------------- | ----------------------------------------------------------------------- | ------------------------------------- | -------------------------------------- | ------------------------- | ------------------------------------------------- | -------------------------------------------------- | ------------------------------------------------------ |
| Année de lancement                    | Lanceur                                     | Type satellite                                                          | Lanceur                               | Type satellite                         | Lanceur                   | Type satellite                                    | Lanceur                                            | Type satellite                                         |
| Cap Canaveral                         | Delta II (4) Delta IV (3) Atlas V (4)       | Militaire (7) Sonde spatiale (1) Scientifique (2) Télécom (1) Météo (1) | Atlas II (1) Atlas V (1) Delta II (1) | Militaire (1) Science (1) Télécom (1)  | Delta II (6) Atlas V (5)  | Scientifique (2) Sonde spatiale (2) Militaire (5) | Delta II (4) Delta IV (1) Atlas V (2)              | Sonde spatiale (1) Météo (1) Télécom (1) Militaire (3) |
| Vandenberg                            | Delta II (4) Atlas V (1) Taurus Minotaur IV | Météo (2) Militaire (3) Imagerie (1) Science (1)                        | Delta II (3) Atlas V (1)              | Imagerie (2) Science (1) Militaire (1) | Delta II (3) Pegasus (1)  | Imagerie (3) Science (1)                          | Delta II (2) Delta IV (2) Minotaur I(1) Pegasus(1) | Militaire 3 Scientifique(2) Technologique (1)          |
| Kennedy - LC39                        | Navette spatiale (5)                        | Navette spatiale (5)                                                    | Navette spatiale (4)                  | Navette spatiale (4)                   | Navette spatiale (2)      | Navette spatiale (2)                              | Navette spatiale (3)                               | Navette spatiale (3)                                   |
| Autres (Kwajalein Omelek MARS Kodiak) | Minotaur I (1) Minotaur IV (1) Falcon 1 (1) | Technologique Imagerie Militaire                                        | Pegasus(2) Falcon 1 (1)               | Pegasus(2) Falcon 1 (1)                | Falcon I (1) Minotaur (1) | Falcon I (1) Minotaur (1)                         | Falcon I (1) Minotaur I (1)                        | Falcon I (1) Minotaur I (1)                            |